# Meridià 82 a l'est
El meridià 82 a l'est de Greenwich és una línia de longitud que s'estén des del pol Nord travessant l'oceà Àrtic, Àsia, l'oceà Índic, l'oceà Antàrtic i l'Antàrtida fins al pol Sud.
El meridià 82 a l'est forma un cercle màxim amb el meridià 98 a l'oest. Com tots els altres meridians, la seva longitud correspon a una semicircumferència terrestre, uns 20.003,932 km. Al nivell de l'Equador, és a una distància del meridià de Greenwich de 9.128 km.

## De Pol a Pol
Començant en el pol Nord i dirigint-se cap al pol Sud, aquest meridià travessa:
| Coordenades                             | País, territori o mar        | Notes |
| --------------------------------------- | ---------------------------- | --- |
| 90° 0′ N, 82° 0′ E / 90.000°N,82.000°E  | Oceà Àrtic                   | |
| 81° 7′ N, 82° 0′ E / 81.117°N,82.000°E  | Mar de Kara                  | Passa a l'oest de l'Illa de la Solitud (a 77° 32′ N, 82° 13′ E / 77.533°N,82.217°E) |
| 75° 53′ N, 82° 0′ E / 75.883°N,82.000°E | Rússia                       | Krai de Krasnoiarsk — Illa Pologii-Sergeieva |
| 75° 52′ N, 82° 0′ E / 75.867°N,82.000°E | Mar de Kara                  | |
| 75° 30′ N, 82° 0′ E / 75.500°N,82.000°E | Rússia                       | Krai de Krasnoiarsk — Illes de l'Institut Àrtic |
| 75° 7′ N, 82° 0′ E / 75.117°N,82.000°E  | Mar de Kara                  | |
| 73° 37′ N, 82° 0′ E / 73.617°N,82.000°E | Rússia                       | Krai de Krasnoiarsk |
| 72° 17′ N, 82° 0′ E / 72.283°N,82.000°E | Golf del Ienissei            | |
| 71° 41′ N, 82° 0′ E / 71.683°N,82.000°E | Rússia                       | Krai de Krasnoiarsk Iamàlia — de 69° 12′ N, 82° 0′ E / 69.200°N,82.000°E Krai de Krasnoiarsk — de 67° 57′ N, 82° 0′ E / 67.950°N,82.000°E Iamàlia — de67° 45′ N, 82° 0′ E / 67.750°N,82.000°E Districte Autònom Khanti-Mansi — Iugrà — de 62° 45′ N, 82° 0′ E / 62.750°N,82.000°E Óblast de Tomsk — de 60° 35′ N, 82° 0′ E / 60.583°N,82.000°E Óblast de Novossibirsk — de 56° 20′ N, 82° 0′ E / 56.333°N,82.000°E Krai de l'Altai — de 53° 42′ N, 82° 0′ E / 53.700°N,82.000°E      |
| 50° 48′ N, 82° 0′ E / 50.800°N,82.000°E | Kazakhstan                   | |
| 45° 9′ N, 82° 0′ E / 45.150°N,82.000°E  | República Popular de la Xina | Xinjiang Tibet — de 35° 19′ N, 82° 0′ E / 35.317°N,82.000°E |
| 30° 20′ N, 82° 0′ E / 30.333°N,82.000°E | Nepal                        | |
| 27° 56′ N, 82° 0′ E / 27.933°N,82.000°E | Índia                        | Uttar Pradesh Madhya Pradesh — de 24° 50′ N, 82° 0′ E / 24.833°N,82.000°E Chhattisgarh — de 23° 51′ N, 82° 0′ E / 23.850°N,82.000°E Madhya Pradesh — de 23° 25′ N, 82° 0′ E / 23.417°N,82.000°E Chhattisgarh — de 23° 4′ N, 82° 0′ E / 23.067°N,82.000°E Odisha — de 20° 3′ N, 82° 0′ E / 20.050°N,82.000°E Chhattisgarh — de 19° 48′ N, 82° 0′ E / 19.800°N,82.000°E Odisha — de 18° 48′ N, 82° 0′ E / 18.800°N,82.000°E Andhra Pradesh — de 18° 2′ N, 82° 0′ E / 18.033°N,82.000°E |
| 16° 25′ N, 82° 0′ E / 16.417°N,82.000°E | Oceà Índic                   | Passa a l'est de Sri Lanka (a 7° 1′ N, 81° 53′ E / 7.017°N,81.883°E) |
| 60° 0′ S, 82° 0′ E / 60.000°S,82.000°E  | Oceà Antàrtic                | |
| 65° 47′ S, 82° 0′ E / 65.783°S,82.000°E | Antàrtida                    | Territori Antàrtic Australià, reclamada per Austràlia |
| 66° 29′ S, 82° 0′ E / 66.483°S,82.000°E | Oceà Antàrtic                | Badia de la Barrera |
| 67° 24′ S, 82° 0′ E / 67.400°S,82.000°E | Antàrtida                    | Territori Antàrtic Australià, reclamada per Austràlia |